# Fylkesväg 359
Fylkesväg 359 (norska: Fylkesvei 359) är en primär fylkesväg i Telemark fylke i södra Norge som går mellan tätorten Ulefoss i Nome kommun och tätorten Bø i Midt-Telemarks kommun. Vägen är 26,4 kilometer lång och asfalterad. Den passerar bland annat genom tätorten Lunde.

## Anslutningar
Fylkesväg 359 ansluter till:
- Riksväg 36 (vid Ulefoss)
- Riksväg 36 (vid Bø)

## Bilder

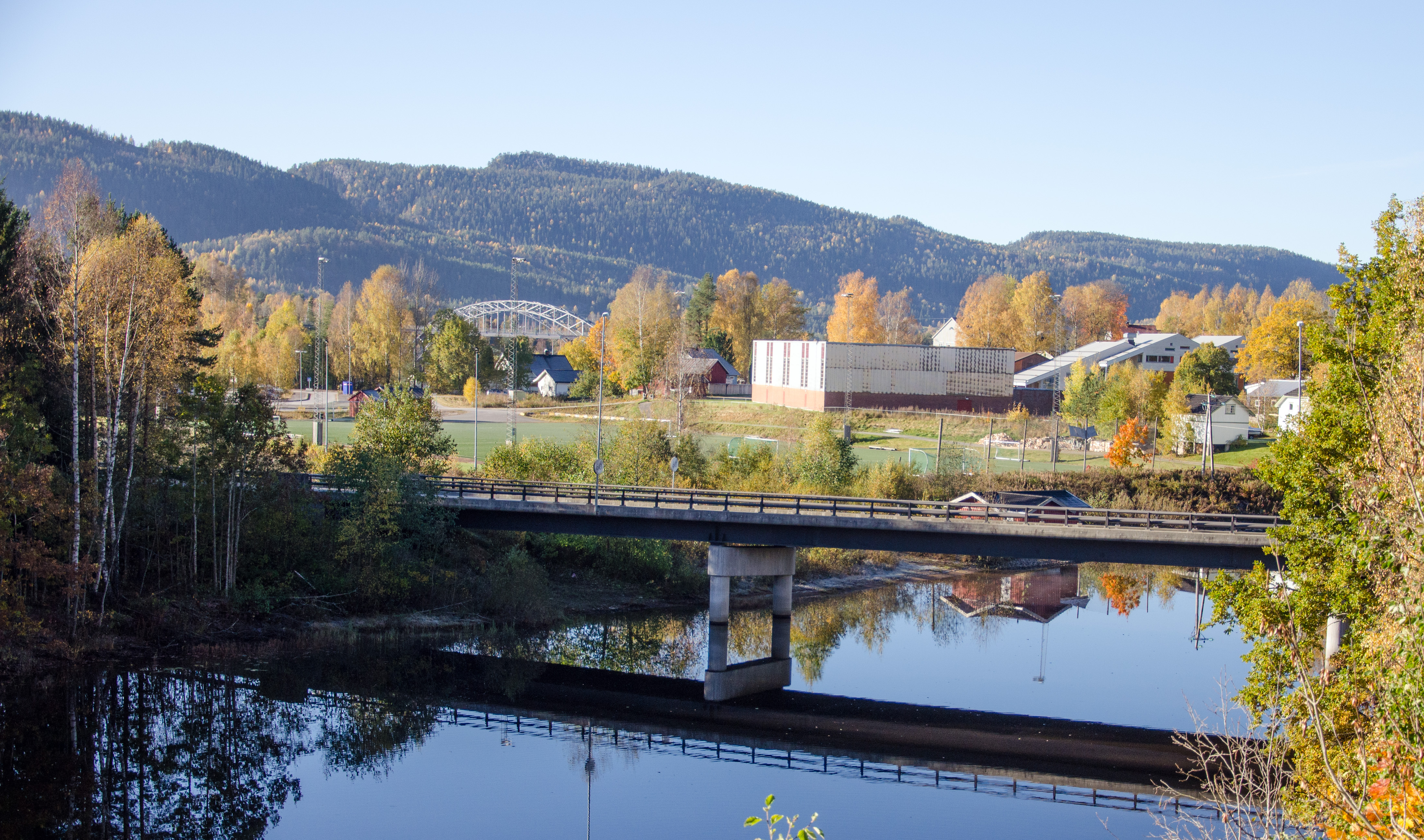
Fylkesväg 359 vid Østerå bro i Lunde.
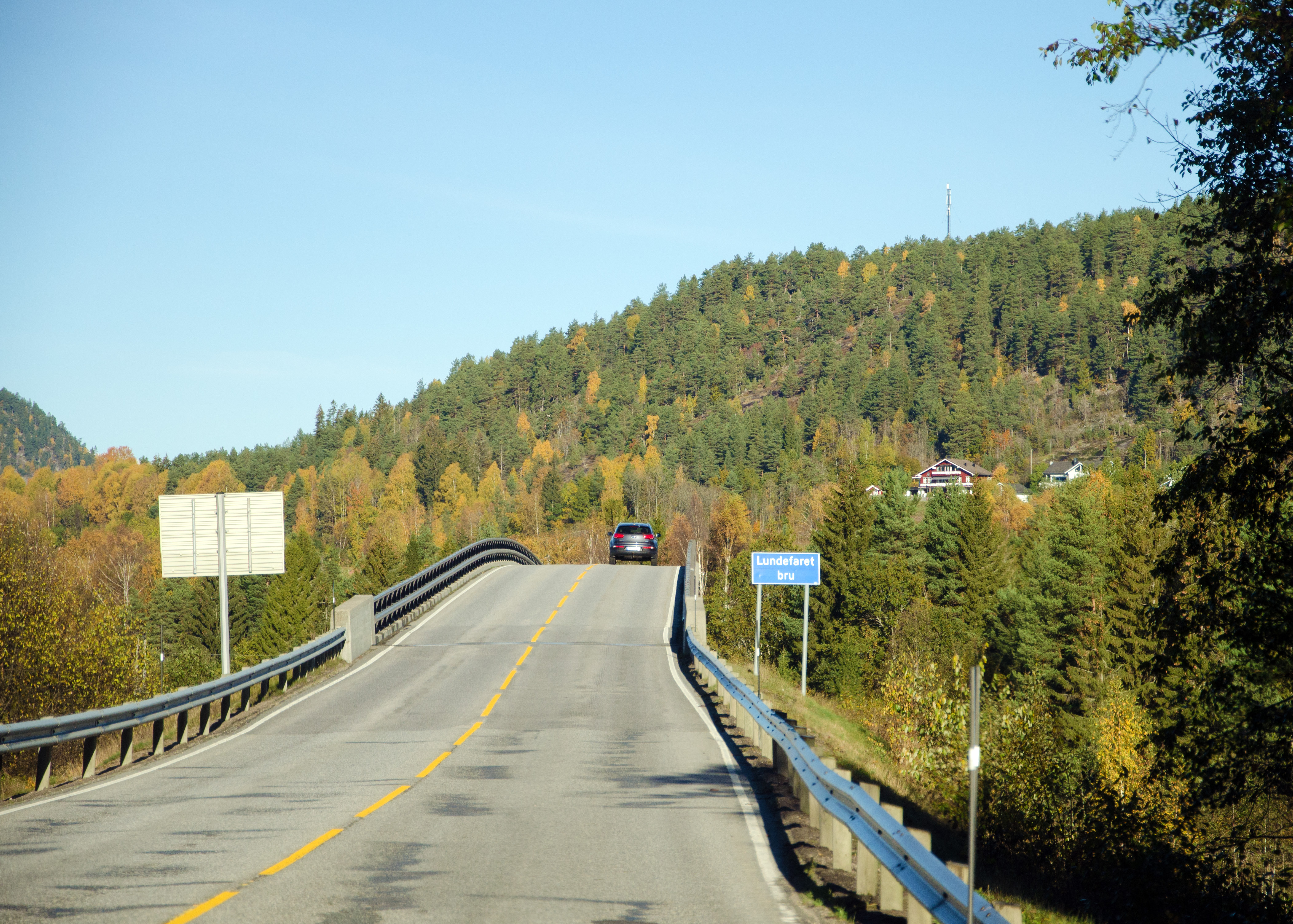
Fylkesväg 359 vid Lundefaret bro i Lunde.